# C.F. Harsdorff
Caspar Frederik (Friedrich) Harsdorff (26. maj 1735 – 24. maj 1799) var en dansk arkitekt, der regnes for en af klassicismens vigtigste. Gennem sin undervisning på Kunstakademiet dannede han skole af talentfulde arkitekter; C.F. Hansen var den mest fremtrædende.

## Karriere
C. F. Harsdorff var søn af skoleholder Johan Christopher Harsdorff (Harsdörffer) og Anne Marie Eriksdatter (Erichsen). På grund af sin faders afstamning tilhørte Harsdorff den tyske menighed i Sankt Petri Kirke. Faderen stammede fra Nürnberg og tilhørte den tyske højadel. Han var født i Brandenburg og havde gjort karriere som soldat; efter alt at dømme som lejesoldat i Den Store Nordiske Krig.
Faderen kom til København, mens pesten rasede i 1711. Familieberetninger hævder, at han flygter fra en skandale på grund af en duel, som han vandt. Faderen var en lærd mand, der slog sig ned i København og ernærede sig som skoleholder. At han har tilhørt det bedre borgerskab og behersket det danske sprog, kan måske udledes af, at han sendte sin unge søn til Ludvig Holberg for at købe Peder Paars. Det er nærliggende at antage, at forældrene har taget godt hånd om udviklingen af den unge Harsdorffs boglige evner.
Faderen ønskede, at sønnen skulle indtræde i Ingeniørkorpset, da hans evner for matematik og videnskab var tydelige fra hans tidlige ungdom. Caspar ville det imidlertid anderledes og begyndte i 1754 at studere bygningskunst på det nyoprettede Kunstakademi. Han var muligvis allerede elev på det ældre kunstakademi. Harsdorff vandt den store guldmedalje 1756. Derefter fik han Akademiets store rejsestipendium og var i Paris fra september 1757 til 1762 og i Rom fra september 1762 til 1764. Han har utvivlsomt været påvirket af læreren Nicolas-Henri Jardin, der praktiserede de nyeste klassicistiske tendenser fra Paris. I hvert fald fandt Harsdorff sig så godt til rette i Paris, at han blev der fem år og måtte tvinges derfra med irettesættelser og trusler, fordi de seks år skulle deles ligeligt mellem Paris og Rom.
Harsdorffs ophold i et Paris i kulturelt opbrud skulle vise sig afgørende. Netop i 1750'erne skete et nybrud i åndslivet og i æstetikken. I det kulturelle liv blev oplysningsfilosofferne toneangivende (Denis Diderot, Jean-Jacques Rousseau, Voltaire etc.), og arkitektur og kunst gled fra rokokoen mod den anden genopvækkelse af Antikken siden renæssancen.
Jardins læremester, den franske hofarkitekt Ange-Jacques Gabriel, skabte i disse år Petit Trianon ved Versailles og Place Louis XV i Paris. Værkerne markerer både en genoptagelse af antikkens "rene" formelementer og en renselse af arkitekturen.
Den franske konges bygningsinspektør, markisen af Marigny, var selv en dygtig og berømt arkitekt. Han havde været på studierejse i Italien fra 1748 til 1751, og rejsen satte sig spor i fransk arkitektur gennem arkitekter som Jacques-Germain Soufflot og Jacques-François Blondel, hos hvem Harsdorff studerede.
Under Harsdorffs studietid i Paris udkom arkitekten Julien-David Le Roys store billedværk Les Ruines des plus beaux Monuments de la Grece. Harsdorff har uden tvivl kendt det og har muligvis ejet det. Desværre brændte Harsdorffs efterladte bibliotek i 1807, så det er i dag svært at fastslå præcist, hvorfra han har fået sin inspiration.
Ved hjemkomsten blev Harsdorff agreeret ved Akademiet 1764 og medlem året efter. Han blev udnævnt til kgl. bygningsinspektør 1764 og professor i perspektiv (2. professor i arkitektur) ved Kunstakademiet 1766, hvilken stilling han bestred til 1783. 1770 udnævnes han til kgl. hofbygmester. 1777 blev han akademiets direktør. Det er formodentlig i disse år, at Harsdorff opbygger sin formue.
Da hans sociale position er sikret, giftede han sig 7. december 1770 med en ung enke Elisabeth (Elsebeth) Margrethe Braun, født Fortling (døbt 5. november 1749 i København – 16. juni 1812 smst.), datter af hofstenhugger, kgl. bygmester Jacob Fortling og Anne Christine Hellesen. Parret fik tre børn. To døtre overlevede; den ene døde ugift i 1802. Den anden giftede sig og førte slægten videre under navnet Schaper. Året efter hans giftermål blev han 1. professor i arkitektur ved Akademiet og medlem af Overbygningsdirektionen. Han avancerede til første hofbygmester 1781, direktør for Akademiet 1777-79 og justitsråd 1778.
Han er kendt for sine bygninger i København i nyklassicistisk stil. Han opførte et mønsterhus, Harsdorffs Hus, som han dog aldrig boede i på Kongens Nytorv 3-5 i 1780 og Erichsens Palæ på Kongens Nytorv i 1799. I 1773 byggede han Hercules-Pavillonen i Rosenborg Have, indrettede og dekorerede 1781-85 to store sale i det kgl. Bibliotek, 1773-74 ombyggede han det kgl. Teater. Frem for alt lykkedes det ham at udbrede og borgerliggøre klassicismens formsprog – ikke kun i København, hvor Andreas Hallander, Johan Martin Quist og andre byggede borgerhuse efter hans mønster, men også i provinsen, hvor palæet i Horsens (1780) knæsatte stilretningen. Uden for København har han bygget general Eickstedts gravkapel i Ringe Kirke på Fyn, gravkapellet i Karise Kirke ved Fakse for grev Moltke (1766-69) (det var påbegyndt af Jardin), og Christian 6.s og Frederik 5.s gravkapel ved Roskilde Domkirke (1774-79).

## Elever
Blandt hans mange talentfulde elever (som professor eller overordnet) var Johann August Arens, Axel Bundsen, Joseph Guione, Andreas Hallander, C.F. Hansen, Andreas Kirkerup, Anders Kruuse, Philip Lange, J.C. Lillie, Boye Magens, Christian Martens, Hans Næss, Johan Martin Quist, J.H. Rawert og Peter Meyn.

## Bygningsbevaring
Harsdorff var den første danske arkitekt, der for alvor har pietet og interesse for fortidens bygningskunst. Han forhindrer mange overgreb på ældre arkitektur, og i mange af sine egne huse byggede han videre på det eksisterende, f.eks. med Herkulespavillonen i Kongens Have, kolonnaden på Amalienborg og udvidelsen af herregården Jomfruens Egede. I forhøjelsen med en etage af bygningerne mellem palæerne på Amalienborg lader han facaderne pudse, så de tydeligt adskiller sig fra Nicolai Eigtveds oprindelige arkitektur. Ved opførelsen af Frederik V's Gravkapel ved Roskilde Domkirke lader han ydermurene stå i rød blankmur, så kapellet elegant føjer sig til den eksisterende arkitektur.
Hofbygningsinspektør Georg David Anthon ville bl.a. forenkle spirene på Rosenborg Slot, erstatte Børsens dragespir med en kuppel samt rette S-broen på Frederiksborg Slot ud, og alle disse skamferende forslag forhindrede Harsdorff, der selv fik lejlighed fik at restaurere Kronborgs spir.

## Privatliv
Harsdorffs forretning gik godt til 1782, hvor han blev alvorligt syg. Han genvandt aldrig helt sine kræfter.
Ud over huse på Kongens Nytorv og i Amaliegade ejede Harsdorff to store gårde: Landstedet Rosenlund ved Gammel Kongevej og Præsteholmen i Brønshøj. Her dyrkede han sin interesse for landbrug og havebrug.
Der findes kun en samtidig gengivelse af Harsdorff, et kobberstik med ham siddende på en stol. Portrættet af den 33 år yngre Axel Bundsen bliver ofte fejlagtigt taget for et portræt af Harsdorff.
Caspar Frederik Harsdorff døde natten mellem den 23. og 24. maj 1799, to dage før sin 64 års fødselsdag. Efter eget ønske blev han gravlagt på Assistens Kirkegård. I dag er gravstedet forsvundet, og den præcise beliggenhed kendes ikke. For at mindes arkitekten blev en mindeplade i 1985 sat op på muren ud til Nørrebrogade.

## Harsdorffs palæs arkitektoniske opbygning
Bygningen har et fundament (sokkel). På midten af bygningen er der joniske pilastre med kannelurer foroven og volutter, der er vendt 90 grader, så vi ser dem fra siden i stedet for forfra. Oven over volutterne, er der abacusser. Ovenover er der en glat frise og ovenover igen er der en geison med tandsnit. Øverst er der en tympanon som viser en kvinde, som sidder på en sky. Tympanonen er omkranset af sima med tandsnit.
Man kan se, at Harsdorff er inspireret af antikken, idet der er joniske pilastre, ligesom der var i den græske tempelfront (portikus). Palæets søjler har dog ikke basis, ligesom de græske søjler havde, og de mangler kannelering forneden. Det kaldes også korintiske søjler. Derudover er der nogle stilistiske træk fra græske bygninger, som fx Hefaistos og Portunus templerne, der går igen i Harsdorff Palæet. Palæet har en tympanon og kannelurer på pilastrene ligesom søjlerne har det i Hefaistos-templet og Portunus-templet. Derudover er der en geison med tandsnit i både palæet og Portunus-templet.

## Værker
- Det Moltkeske gravkapel ved Karise Kirke (1766-67)[4]
- Projekt til ny centralkirke i Karise i forbindelse med kapellet (ca. 1768)
- Forslag til katafalk for Frederik 5. i Christiansborg Slotskirke (1766)
- Udkast til dekoration foran Børsen ved Caroline Mathildes indtog (1766)
- Festdekoration Gratiernes Fontæne på Christianborg Ridebane (1767)
- Brødrene Petersens Jomfrukloster, Amagertorv, København (1766-69, ombygget efter branden i 1796 i ændret form ved Joseph Guione 1798-99, fredet)
- Ombygning af det tidligere operahus til Landkadetakademi, nu Østre Landsret, Fredericiagade/Bredgade, København (1769, fredet)
- Interiørarbejder på Frederiksberg Slot, spisesal, marmorbadet m.v. (1770-71, fredet)
- Frydenlund nye slot (1770-71, ufuldført, kort efter nedbrudt)
- Ombygning af Det Harboeske Enkefruekloster, Stormgade, København (1772, fredet)
- Indretning af Aalborghus (1772, fredet)
- Indretning af thepavillonerne ved Eremitagealleen, Fredensborg Slot (1772, fredet)
- Herkulespavillonen, Kongens Have, København (1773, fredet)
- Prædikestolen i Vor Frelsers Kirke, København (1773)
- Projekt til ny centralkirke i Wilster, Holsten (1773)
- Ombygning af Det Kongelige Teater (1773-74, nedrevet 1874)
- Festdekoration En antik Søhavn foran Christiansborg Slot ved arveprins Frederiks bryllup (1774)
- Frederik 5.s Kapel ved Roskilde Domkirke (1774-78, første projekt 1763, ufuldført, tilendebragt af C.F. Hansen 1820-25)
- Ombygning på Fredensborg Slot: Ottekantens længer forhøjede, portlængen nedbrudt og erstattet af to pavilloner, ændringer i hovedbygningens facade (1774-76, fredet)
- Interiørarbejder på Fredensborg Slot (1775-84, fredet)
- Ikke udført projekt til forgårdens bygninger og slottets hovedfacade, Fredensborg Slot (1775)
- Genopbygning af spiret på Kronborgs Klokketårn (1775)
- Port til Prinsens Palæs staldgård, Ny Vestergade, København (1775-79, nedrevet)
- Kieler Pakhus, Toldbodgade, København (1777-78, fredet)[5]
- Teatret i Damebygningen på Fredensborg Slot (1778, fredet)
- Væksthus i Botanisk Have ved Charlottenborg (1778, nedrevet)
- Katedralskole, Trondheim (1777-87)
- Ombygning af Møinichens Palæ på Købmagergade til posthus (1779, fredet)
- Harsdorffs Hus, Kongens Nytorv 3-5 (1779-80, fredet)[6]
- Vestindisk Pakhus, nu Den Kongelige Afstøbningssamling, Toldbodgade, København (1779-81, fredet)[7]
- Indretning af de russiske prinsers palæ i Horsens (1780, nedrevet)
- Projekt til Amaliegade 37-49 (1781, 37-41 opført 1781-83)[8]
- Blå Pakhus, Toldbodgade, København (1781-83, fredet)[9]
- Kurantbanken ved Børsen (1785-87, nedrevet)[10]
- Hovedbygning til Eriksholm Gods for landsdommer Hans de Brinck-Seidelin (1788, fredet)
- Projekt til kaserne for Livgarden til Hest i Gothersgade (1788)[11]
- Dekorationerne Gratiernes Tempel og Apollos Tempel, rejst hhv. foran Charlottenborg og Det kgl. Teater i anledning af kronprins Frederiks indtog efter hans formæling (1790)
- Projekt til en butiksgade, formentlig ved Toldboden (1790)
- Søjle i Fredensborg Slotsgård (1792, fredet)
- Afstigningspavilloner ved Det kgl. Teater (1792, nedrevet 1874)[12]
- Ombygning af Amalienborg-palæerne og opførelse af kolonnaden mellem Moltkes og Schacks palæer (1794, fredet)
- Løveapoteket på Amagertorv (1796, nedrevet ca. 1907)
- Peschiers Gård, nu Danske Bank, Holmens Kanal (ca. 1796, fredet)[13]
- Projekter med model til Frederikskirken, København (1796-99)
- Ombygning af herregården Jomfruens Egede (ca. 1797, interiører af J.C. Lillie, fredet)[14]
- Erichsens Palæ, nu Danske Bank, Holmens Kanal/Kongens Nytorv, København (1799-1801, dekoreret i det indre af Joseph-Jacques Ramée, fredet)[15]
- Projekter til såvel Christiansborg Slots genopførelse som til et nyt Råd- og Domhus (ca. 1799, nu ubekendte)
- Landstedet "Møstings Hus" for gehejmestatsminister Johan Sigismund Møsting (1800-01, fredet)